# Orthomyces aleyrodis
Orthomyces aleyrodis är en svampart som beskrevs av Steinkr., Humber & J.B. Oliv. 1998. Orthomyces aleyrodis ingår i släktet Orthomyces och familjen Entomophthoraceae.   Inga underarter finns listade i Catalogue of Life.